# Gwardia Szkocka

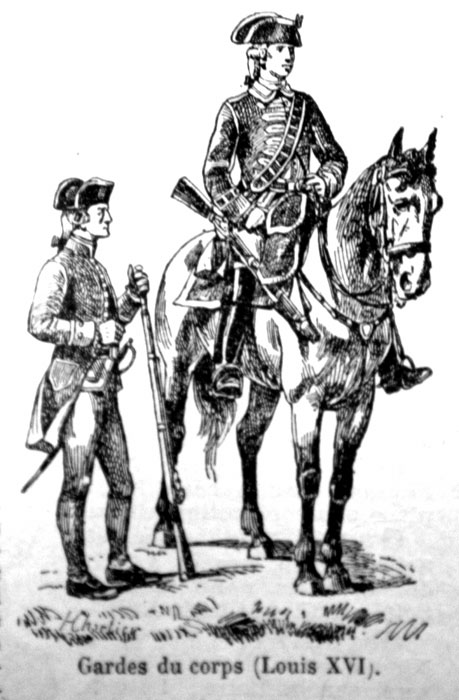
Żołnierze Garde Écossaise

Gwardia Szkocka (fr. Garde Écossaise) – elitarna jednostka gwardii królów Francji. Sformowana w 1418 roku, a rozwiązana w 1830 po upadku Karola X (choć jej części istniały do 1874 roku).

## Historia
W roku 1295, kiedy zawarto Auld Alliance pomiędzy Francją i Szkocją, do Francji wysłane zostały pierwsze oddziały w ramach "wymiany". W 1418 w wirze wojny stuletniej, król Francji poprosił króla Szkocji o oddanie na stałe kilku oddziałów.
Najsłynniejszym dowódcą gwardii był Robert Stewart, Lord Aubigny. Po upadku Jakuba VII stanowiła ostoję jakobitów.

## Ważniejsze bitwy w których wzięła udział Gwardia Szkocka
- Bitwa pod Poitiers
- Bitwa pod Montlhéry
- Bitwa pod Verneuil
- Bitwa pod Herrings
- Bitwa pod Baugé
- Bitwa pod Leuze
- Bitwa nad Ter
- Bitwa pod Fleurus
- Oblężenie Villingen
- Bitwa pod Quebec
- Bitwa pod Almansą
- Bitwa pod Neerwinden
- Bitwa pod Marsaglią
- Bitwa nad Great Meadows
- Bitwa nad Monongahelą
- Bitwa pod Trocadero
- Bitwa pod Solferino (jako część armii francuskiej)